# Biselachista
Biselachista is een geslacht van vlinders van de familie grasmineermotten (Elachistidae).

## Soorten
- B. freyi (Staudinger, 1871)
- B. kebneella Traugott-Olsen & Nielsen, 1977